# Православие в Великобритании
Общее число православных в стране на 2004 год оценивается в 350 тысяч человек, что включает в себя прихожан Русской, Константинопольской, Сербской, Антиохийской и других поместных Церквей.

## Предыстория
Начало проповеди Евангелия на Британских островах положил апостол от семидесяти Аристовул. В 598 году Августин Кентерберийский, монах-бенедиктинец, стал первым Архиепископом Кентерберийским. Церковь в Великобритании и Ирландии прославила подвиг более двухсот мучеников, святителей, преподобных, благоверных королей и страстотерпцев.

## История
После того, как Византия пала под ударами турок и образовалась Османская империя в XV веке, в Англии появились греческие беженцы, купцы, а позднее — студенты. Так, в Оксфорде в 1617—1624 годы учился Митрофан Критопулос, будущий Патриарх Александрийский. В 1699—1705 годы действовал Греческий колледж в Глостер-холле (в настоящее время Вустер-колледж).
В 1676 году группа греческих беженцев во главе со священником Даниилом Вульгарисом получила разрешение на строительство церкви во имя Успения Пресвятой Богородицы в лондонском районе Сохо. Строительство осуществлялось на пожертвования, собранные с помощью прибывшего в Лондон митрополита Самосского Иосифа (Георгириниса), и было закончено приблизительно в 1680 году. Через 2 года церковь была закрыта властями по требованию англиканской церкви.
В 1713 году Великобританию посетил митрополит Фиваидский Арсений, собиравший средства для Александрийской Церкви, пребывавшей в то время в бедственном положении. Его домовая церковь стала центром Православия, но не надолго, так как митрополит вместе со своими сотрудниками был выслан в Амстердам.
В 1716 году русское посольство в Великобритании арендовало в Лондоне помещение для домовой церкви с покоями для настоятеля. Посещали церковь русские и греческие матросы и купцы, а также курсанты, отправленные Петром I для изучения в Англии морских наук. В первой половине XVIII века постоянно проживающих в Лондоне православных было немного. Присоединено к Церкви через Миропомазание было около 50 чел; 11 пар венчалось; 25 младенцев были крещены.
В начале XIX века количество греческих общин увеличилось из-за возросшего притока беженцев, спасавшихся от бедствий Греческой войны за независимость.
В XIX веке начались интенсивные контакты между православными и англиканскими богословами.

## Современное положение

### Русская православная церковь

#### Сурожская епархия
В Великобритании Русская православная церковь представлена Сурожской епархией Московского патриархата.
Сурожская епархия административно оформилась в 1962 году, её создателем и руководителем до 2003 года был митрополит Антоний (Блум), проповедник и богослов, пользовавшийся авторитетом не только среди православных, но и среди представителей других конфессий. Митрополит Антоний прилагал особые усилия для распространения православия среди англичан. С 2017 года епархию возглавляет епископ Матфей.
Богослужения в приходах Сурожской епархии посещают также грузины, румыны и представители других православных народов, не имеющие своих храмов.
В настоящее время епархия насчитывает 48 приходов и общин. Кроме того, в прямом подчинении Патриарха Московского и Всея Руси находятся приходы в Манчестере и Дублине (Ирландия).

#### Лондонская и Западно-Европейская епархия (РПЦЗ)
Параллельно с Сурожской епархией в Великобритании представлена Лондонская и Западно-Европейская епархия Русской зарубежной церкви, самоуправляющаяся часть РПЦ, которая насчитывает 5 приходов в стране, в том числе освящённый в 2005 году кафедральный Собор Рождества Пресвятой Богородицы и святых царственных мучеников в лондонском районе Чизик (Chiswick) — единственная в городе церковь традиционной русской архитектуры, построенная на пожертвования, а также три миссии и монастырь великомученика и целителя Пантелеимона.

#### Приходы западного обряда (РПЦЗ)
Также в Великобритании действует несколько миссий западного обряда для британцев, перешедших в православие, находящих в непосредственном подчинении первоиерарха РПЦЗ, к середине 2013 года таковых насчитывалось четыре.

#### Благочиние Великобритании Архиепископии западноевропейских приходов русской традиции
В Великобритании действует благочиние Архиепископии западноевропейских приходов русской традиции, перешедших в РПЦ из Константинопольской православной церкви. Образовалось оно после ухода части клира и верующих во главе с епископом Василием (Осборном) из Сурожской епархии в 2006—2007 году. Первоначально это было Амфипольское викариатство, затем, после лишения епископа Василия сана и монашества, оно было преобразовано в Благочиние Великобритании и Ирландии, после перехода в РПЦ — в Благочиние Великобритании.
На конец 2022 год насчитывало 5 приходов, 2 общины и 2 скита.

### Константинопольская православная церковь

#### Фиатирская архиепископия

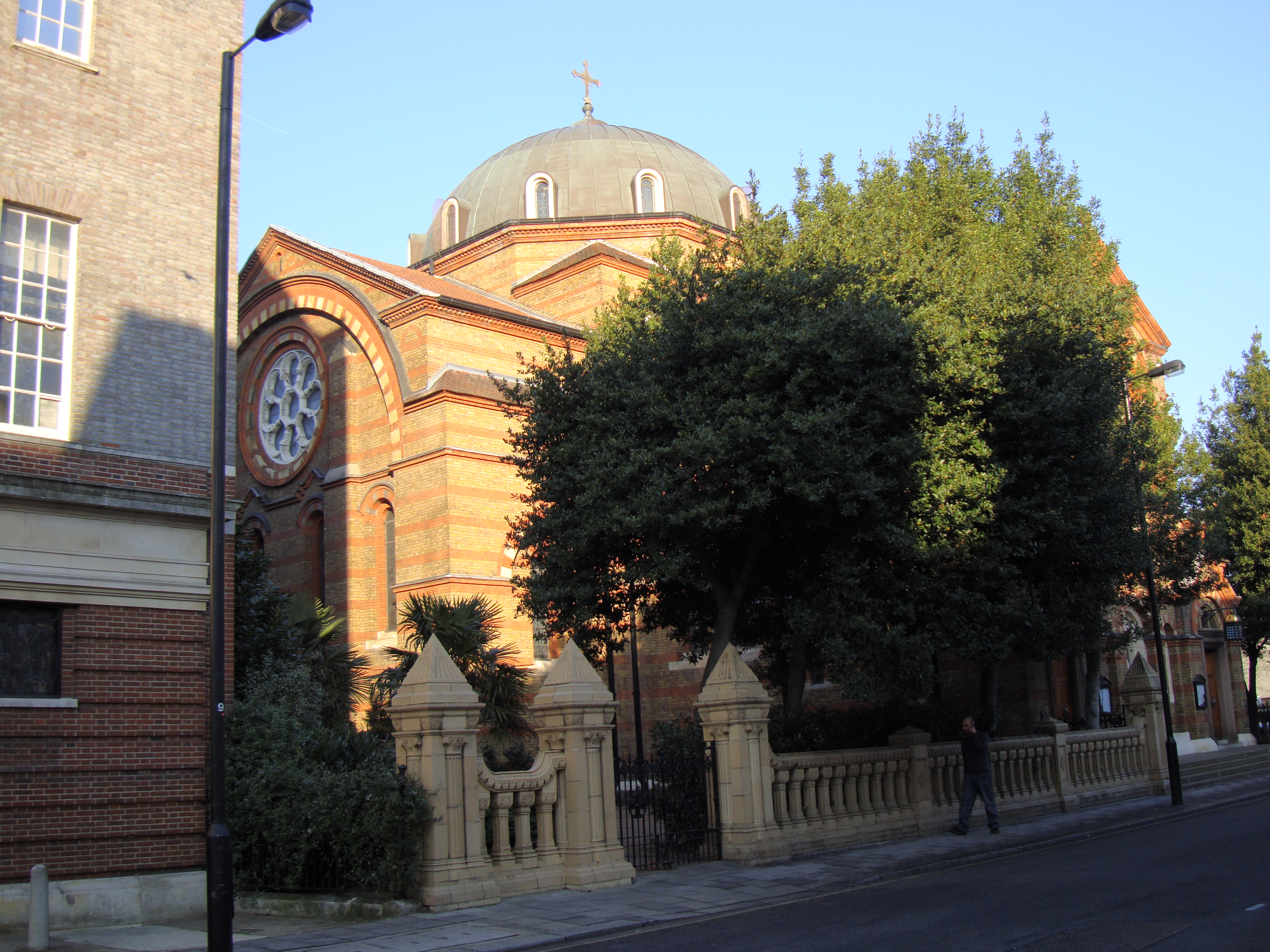
Греческий кафедральный Собор Св. Софии, Бейсуотер, Лондон

С 1922 года на территории Великобритании и Ирландии действует Фиатирская архиепископия Константинопольского патриархата, которая насчитывает более 100 приходов, являясь таким образом самой самой крупной православной деноминацией в Великобритании.

#### Украинская православная церковь в диаспоре
Также в Великобритании в юрисдикции Константинопольского патриархата находятся 8 приходов Украинской православной церкви в диаспоре.

### Сербская православная церковь
Первый сербский приход в Великобритании был создан в Лондоне в 1942 году. С 1990 года британские приходы Сербской Православной Церкви входят в состав Британско-Скандинавской епархии.
На 2005 год в Великобритании насчитывалось 25 сербских приходов, из которых только один, в Бирмингеме, имеет свою собственную церковь, построенный в 1968 году в средневековом сербском стиле.

### Румынская православная церковь
В Великобритании насчитывается около 35 приходов и общин, находящихся в каноническом подчинении Западно-Европейской архиепископии Румынского Патриархата.

### Антиохийская православная церковь
Приходы Антиохийского патриархата на территории Великобритании и Ирландии объединены в митрополию Великобритании и Ирландии, насчитывающее ок. 18 приходов и миссий (до 2013 года — благочиние).

### Грузинская православная церковь
Решением Священного синода Грузинской православной церкви от 22 декабря 2009 года образована Великобританская и Ирландская епархия, в которую вошли грузинские приходы в Великобритании.

### Юрисдикции вне общения со Вселенским православием
Также в середине 2000-х в стране действуют общины неканонических деноминаций (по состоянию на 2009 год): Белорусская автокефальная православная церковь (3 прихода), Украинская автокефальная православная церковь (17 приходов), Польская православная церковь за границей (7 приходов), Украинская православная церковь Киевского патриархата (36 приходов).
В стране также действует несколько общин Российской православной автономной церкви («Суздальского раскола»). Также действуют несколько общин неканонического Хризостомовского Синода, перешедших от РПЦЗ в 2007 году в Синод противостоящих.